# Riepino

Lokalizacja Riepina na mapie administracyjnej Sankt Petersburga

Riepino (ros. Репино) – osiedle typu miejskiego w Rejonie Kurortnym, ok. 30 km na północ od centrum Petersburga. Do roku 1948 nosiło fińską nazwą Kuokkala (do marca 1940 miasto leżało w granicach Finlandii), następnie nazwa osiedla została zmieniona dla uczczenia pamięci rosyjskiego malarza Ilji Riepina, tamże przez wiele lat mieszkającego. Inną słynną postacią urodzoną w Riepinie był Michaił Botwinnik, wielokrotny mistrz świata w szachach.
Riepino położone jest w Przesmyku Karelskim, nad Zatoką Fińską i znane ze swojego sanatorium. W roku 2002 liczba mieszkańców wynosiła ok. 2000.